# Olivia Holm-Møller (dokumentarfilm)
|  | Denne artikel er oprettet af botten Steenthbot ud fra en ekstern database. Den kan derfor have sproglige fejl eller mangler. Denne skabelon kan fjernes efter kontrol af indholdet. |

Olivia Holm-Møller er en dansk dokumentarfilm fra 1966 instrueret af Per Ulrich efter eget manuskript.

## Handling
Billedhuggeren og kunstmaleren Olivia Holm-Møller fortæller om sit liv og sin kunst og om det billede, der indgik i "TV's kunstmappe", som Danmarks Radio udsendte i 1966.